# Franz Woken

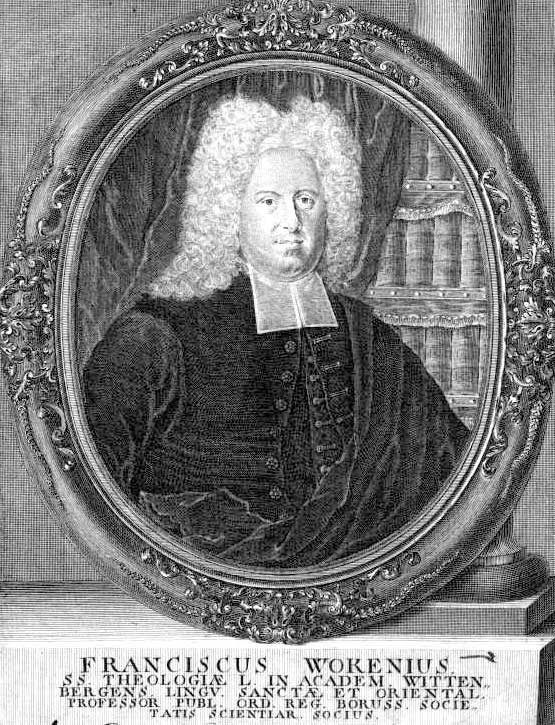
Franz Woken

Franz Woken, auch: Franz Wokenius, Franciscus Wokenius (* 1685 in Rarfin; † 18. Februar 1734 in Wittenberg) war deutscher Pädagoge, Historiker, Sprachwissenschaftler und lutherischer Theologe.

## Leben
Woken stammte aus einer alten pommerschen Predigerfamilie. Sein Urgroßvater Bartholomäus hatte bei Martin Luther an der Universität Wittenberg studiert und war Pfarrer geworden. Sein Großvater Daniel war ebenfalls wie sein Vater Franz Pfarrer. Der Vater erhielt ein Jahr vor Geburt von Franz die Pfarrerstelle in Rarfin. Er hatte die Tochter seines Amtsvorgängers Georg Pistori, Maria Hedwig, geb.  Pistori,  geheiratet.
Sein Geburtsdatum lässt sich nicht ermitteln; aus den Überlieferungen geht hervor, dass er mit einem Zwillingsbruder geboren wurde, der bald nach der Geburt starb. Während der ersten Lebensjahre befand er sich in der Obhut seines Vaters, der ihm unter anderem auch Wissen in den Sprachen vermittelte. Er besuchte dann die Schule in Kolberg und eignete sich umfangreiches philosophisches Wissen an.
Woken bezog danach die Universität Rostock, wurde aber alsbald zu seinem Vater zurückgerufen.  Nach dem Aufenthalt in seiner pommerischen Heimat immatrikulierte er sich an der Universität Halle. Nach einiger Zeit wechselte er an die Universität Leipzig, wo Gottfried Olearius und Johann Georg Abicht seine Lehrer waren; sie vermittelten  ihm Einblicke in die Theologie und in orientalische Sprachen.
Danach unterrichtete er als Hauslehrer. Mit  der Dissertation De disserentia erhielt er am 8. Februar 1714 die philosophische Magisterwürde. Ursprünglich hatte er sich an der Universität habilitieren wollen; er ging jedoch zurück in seine Heimat, wo er Lehrer am Gymnasium in Neustettin wurde. Am 30. Juli 1714 wurde er zum Konrektor berufen; in dieser Position versuchte er,  die Missstände am Gymnasium zu beheben. Dabei stieß er auf Widerstand, so dass er sich bald darauf nach einer neuen Tätigkeit umsah.
Am 15. April 1725 habilitierte er sich an der Universität Leipzig und trat am 26. April mit der Dissertation De arbore philosophiae die Stelle als außerordentlicher Professor der Philosophie an. In Leipzig hielt er verschiedene Vorlesungen, graduierte zum Baccalaureus der Theologie und verfasste mehrere Bücher. Daraufhin wurde die Königlich-Preußische Akademie der Wissenschaften auf ihn aufmerksam und nahm ihn als Mitglied auf.
1727 wurde er nach dem Tod von Johann Christoph Wichmannshausen an die Universität Wittenberg zum ordentlichen Professor der Hebräischen und orientalischen Sprachen berufen. 1728 erwarb er den akademischen Grad eines Lizentiaten der Theologie, mit der Dissertation De Incornatione filii.  Am 10. Juli 1729 hielt er beim öffentlichen Leichenbegängnis die Lobrede auf Gottlieb Wernsdorf den Älteren.
Nachdem er seit  Ostern 1732 das Amt des Rektors der Universität Wittenberg bekleidet hatte, wurde er am  2. September 1732  zum Doktor der Theologie promoviert.
Anfang 1734 erkrankte er an einem Fieber und verstarb sechs Wochen später daran.
In Wittenberg hatte er Magdalene Elisabeth,  die Tochter  Wichmannshausens und Witwe von Johann Wilhelm Jahn, geheiratet. Mit ihr hatte er vier Söhne: Franz, Franz Christoph, Franz Christlieb und Augustin Gottfried, von denen aber drei Kinder schon früh verstarben.

## Werk
Woken war umfangreich belesen und vor allem auf dem Gebiet der morgenländischen Sprachen bewandert. Als Eiferer der lutherischen Hochorthodoxie hat er auch selbst einiges in Abhandlungen geschrieben. So behandeln seine Bücher die biblische Kritik, Hermeneutik, orientalische Literatur, kirchliche Altertümer, Dogmatik, philosophische- und christliche Ethik, Logik, Ästhetik, Kirchengeschichte, Literaturgeschichte und die Geschichte Pommerns.
Mit seiner „Bibliotheca Theologico–Philologico – Philosophico Historica“ gab er das erste Wittenberger literarische Blatt heraus, das den rezensierenden Journalen ähnlich ist. In dem aus sechs Teilen bestehenden Band wurden neben der Anzeige der in Wittenberg herausgekommenen akademischen Schriften zugleich Rezensionen aufgenommen und Notizen mitgeteilt.

## Schriften (Auswahl)

### Disputationen
- Disputatio Philologica usum Flavii Josephi in Veteri Et Novo Testamento. Effenbahrt, Neustettin 1720. (Schulprogramm)
- Disputatio Theologica in Cel. D. Thomae Benneti Sententias, De Anima Christi praeexistente, Christo in terris non pro Deo habito. Körner, Leipzig 1724. (Digitalisat)
- Disputatio critica de additionibus librorum canonicorum canonicis, fortunante verbi ultore. Szczecin 1720.
- Dissertatio Historico-Philologica De Locis Et Temporibus, Quae Fideles ante legem ceremonialem Precibus destinarunt. (Resp. Paul Swietlicki) Schwiegerau, Rostock 1720. (Digitalisat)
- Dissertatio, Utrum Vocabula Deus & Gott Adeo Impura Sint, Ut De Vero Deo Adhiberi Nequeant. (Resp. David Hunger) Leipzig 1724
- De ritibus precantium in ecclesia patriarchali, Leipzig 1726
- De linguis Apostolorum igneis, ad Act. II. 3, Leipzig 1726
- Observatiunculae miscellaneae Philologicae ad quaedam V. & N.T. dicta, Leipzig 1726
- De conversionibus Pomeranorum ad religionem Christianam ante sic dictum apostolum Pomeranorum, Ottonem Bambergensem, Körner, Leipzig 1726.
- Dissertatio Philologica, Qua Psalm. CX, 3. ʿAmmeḵō Totius Versus, Secundum Accentus In Tria Membra Dividendi, Subiectum Esse. (Resp. Christian Lüder) Zunkel, Leipzig 1727. (Digitalisat)
- Dissertatio Ritualis De Melaḥ qorbān minḥā Sive Salitura Oblationum Deo in V. T. Factarum. (Resp.  Christian Winckler) Zunkel, Leipzig 1727. (Digitalisat)
- Ex antiquitate hebraea de Bāmôt Benê Yiśrā'ēl sive excelsis Israelitarum. (Resp. Abraham Achat Hager) Zimmermann, Wittenberg 1727. (Digitalisat)
- Disputatio philologica de Baʿalê asûppôt sive magistris collectionum ex Kohel. XII, 11. (Resp. Christian Stephan) Gerdes, Wittenberg 1727. (Digitalisat)
- De Qesāmîm sive mercede divinatoria, ad illustrandum Numer. XXII, 7. (Resp. Johannes Gottlieb Biedermann) Gerdes, Wittenberg 1727. (Digitalisat)
- Annotationes Philologicae in Cantici Canticorum priora capita. (Resp. Michael Heinrich Reinhard) Gerdes, Wittenberg 1728. (Digitalisat)
- Annotationes Philologicae in Cantici Cantorum posteriora capita. (Resp. Johannes Adam Pfau) Zimmermann, Wittenberg 1728. (Digitalisat)
- Dissertatio Critico-Philologica An Nicaule, Regina Arabiae, sit objectum Cantici Canticorum. Wittenberg 1728
- Dispvtatio Philologico-Critica Ad Koh. XII. 1-13, De nuperrime excogitato Uchalis, Iddonis, Bathsebae, Synedrii & Salomodis colloquio, ad Koh. XII. II. (Resp. Johann Gottlieb Förster) Gerdes, Wittenberg 1728. (Digitalisat)
- Disputatio Philologica Prior In Proverb. XXII. vers. 20. (Resp. Christian Eilcke) Graebert, Wittenberg 1728. (Digitalisat)
- De utilitate novae editionis Pentateuchi Hebraeo–Samaritani. (Resp. Johann Gottfried Müller) Schlomach, Wittenberg 1728. (Digitalisat)
- Haman notis philologicis illustratus. (Resp. Johann Christian Dreher) Gerdes, Wittenberg 1729. (Digitalisat)
- Mordechaeus notis philologicis illustratus. (Resp. Friedrich Grundmann) Schlomach, Wittenberg 1729. (Digitalisat)
- De voce  אמךחPf. XVI. 2-4, Wittenberg 1729
- Dissertatio Critica De Samaritanismo Justini Martyris. (Resp. Johannes Rehling) Schlomach, Wittenberg 1729.l (Digitalisat)
- Dissertatio philologica de tô'ar we-yāfôt mar'e yāfôt De foeminis corpore & facie pulchris inter priscos Hebraeos. (Resp. Johann Rudolph Kiesling) Schlomach, Wittenberg 1729. (Digitalisat)
- In I. Paral. XXVIII. 21, Wittenberg 1729
- Dissertatio Philollogica Qua antiquissimam Patriarcharum historiam ellipsibus carere ostendit. (Resp. Johann Jeremias Kein) Gerdes,  Wittenberg 1729. (Digitalisat)
- Ellipses ex historia Israelis & Israelitarum ante legem solenniter promulgatam ejiciendae. (Resp. Johann Christoph Redde) Gerdes, Wittenberg 1729. (Digitalisat)
- Sermonem ellipticum in historia I. Sraetts ab aliis populis separati non adesse evincit. (Resp. Carolus Andreas Maius)  Gerdes, Wittenberg 1730. (Digitalisat)
- Libros Josuae, Judicum & Samuelis nulla ellipseos macula laborare. (Resp. Iohann Gottlieb Horwein) Gerdes, Wittenberg 1730. (Digitalisat)
- De turri fortisima, ad Prov. XVIII. 10. (Resp. Rudolph Friedrich von Wichmannshausen) Schlomach, Wittenberg 1730. ()
- De Professorum LL. OO. Academiae Wittebsis in Philologiam Sacram meritis, Wittenberg 1730
- De catalogo civium Zionis, ad Psalm LXXXVII. 6. (Resp. Friedrich Wilhelm Süssemilch) Schlomach, Wittenberg 1731. (Digitalisat)
- De Ellipisi in Libris Regum, Paralip. & Jobi certo non occurrente, Wittenberg 1731
- De pietate critica in interpretatione Codicis Ebraei observanda. (Resp. Georg Wilhelm Albrecht) Gerdes, Wittenberg 1731. (Digitalisat)
- Loca ex libris V. T. Historicis, quae Joh. Clericus corrupta credit. (Resp. Friedrich Wilhelm Jahr) Schlomach, Wittenberg 1731. (Digitalisat)
- Samaritana Eusebiana quatentus ad vindicandum textum Hebraeum praecipue faciunt. (Resp. Jhann Christophorus Hahn) Schlomach, Wittenberg 1731. (Digitalisat)
- Dissertatio Antiqvario-Hermenevtica De Templo cadaveribus Regum non inquinando Ad Ezech. XLIII. 7. 8. (Resp. Georg Christoph Rothbarth) Schlomach, Wittenberg 1732. (Digitalisat)
- De integritate textus Jobi contra Clericum vindicata. Wittenberg 1732.
- De Psalmorum integritate contra Clericum vindicata. Wittenberg 1732.

### Andere lateinische Schriften
- Protrepticon ad pietatem criticam.
- Κηφάς Harduinianus άκέψαλος.
- Decas observationum Accentuatorio - Juridico - Theologicarum.
- Harmonia Juris Naturae cum Scriptura S.
- Σκιαςαφία Theologiae Epistolae Judae.
- Progr. Inaugurale, Decalogum e decem Sephiroth reuens.
- Triga epistolarum, quarum I. De curentibus non missis, 2. ad Judith VIII. 10. 11. & 3. ad Hiob VII. 3.
- Programma de septinnio servitio servorum Hebraeorum, ad Deut. XV. 12. 13. 14.
- Progr. De eruditis, quorum alibi velnulla vel manca fit.
- Progr. Seculare in Jubilaeo Evangelico.
- Vindiciae historicae.
- Proramma quo ... coniecturam de arbore Judaeorum cabbalistica doctorum iudicio exponit. Leipzig 1724.
- Progr. De albis Judaeorum. Wittenberg 1727.
- Epistola de primogenito intra mensem denato. Wittenberg 1728.
- Progr. De praejudiciis quibusdam criticis in Jobi lectione. Wittenberg 1729.
- Epistola de Pseudo – Raphaele Franckenbergiano. Wittenberg 1729
- Oratio parentalis in B. D. Gottlieb Wernsdorffium.
- Meditationes Privatae Theologico Philologico Philosophio - Criticae. Lubenae 1716.
- Ejusdem operis Tomas II. Lipsiae 1718.
- Elementa Logicae Practicae.
- Pietas Critica in Hypallagas Biblicas. Wittenberg 1718.
- Pietas Critica contra Synchefes Biblicas. Wittenberg 1720.
- Annotationes exegeticae in Prophetiam Haggai. Leipzig 1719.
- Stromata Apostolica, seu Annotationes & Dispositiones in Epistolas Dominicales, Partes duae. Leipzig 1722, 1724
- Epitome Theologiae ex Epistola Pauli ad Titum. Leipzig 1724.
- Decas Schediasmatum. Leipzig 1724.
- Elementa Philosophiae primae. Leipzig 1724.
- Elementa Ethices. Leipzig 1724.
- Elementa Philosophiae Principalis Theoreticae aeque ac Practicae, ex obligationibus intellectus ac voluntatis deductae. Leipzig 1725.
- Observationum Critico – Biblicarum Fasciculus. Leipzig 1726.
- Textus V.T. originalis Ebraeus ab Enallagis liberatus. Leipzig & Wittenberg 1726.
- Christianismus primaevus quem Guil. Whistonus modo non probando restituendum dictitat sed Apostolus Paulus breviter quasi in tabula depinxit. Wittenberg 1728.
- Selecta Sacra. Pars I. & II. Wittenberg 1728.
- Alloquium ad eruditos de utilitate novae, quam parat, editionis Pentateuchi Hebraeo – Samaritani. Wittenberg 1729.
- Commentatio in Canticum Canticorum exegetico critica succincta. Wittenberg 1729.
- Introductio ad accentuationem Hebraeam. Wittenberg 1730.
- Enallagae e Novi Test. Graeci textus praecipuis & plurimis locis exterminatae. Wittenberg 1730.
- Meletemata antiquaria, eaque Philologico Critica. Wittenberg 1730.
- Commentatio in Estherae librum. Leipzig und Wittenberg 1730.
- Moses Harmonicus, s. Harmoniae V. & N.T. quoad Dicta ex illo in hoc citata Pars I. Leipzig 1730.
- Introductio in Theologiam Moralem Symbolicam. Wittenberg 1730.
- Bibliotheca Theologico–Philologico–Philosophico Historica. Wittenberg Pars I & II. 1730 P. III & IV. 1731, P. V. & VI. 1732.
- Liber de ellipsibus e textu biblico Hebraeo solicite eliminandis. Wittenberg 1732.
- Harmonia Vetris & Novi Testamenti. Wittenberg 1735.

### Deutsche Schriften
- Anleitung zur Teutschen Poesie, Zum bequemen Gebrauch Seiner Auditorum entworffen. Cörner, Leipzig 1715. (Digitalisat)
- Historischer Gedenck-Zettel, Daraus nicht nur Anfänger Die Folge aller Monarchen und Christlichen gecrönten Häupter in Europa, in wenigen Stunden fassen; Sondern auch andere Jhre Historie in ein paar Stunden repetiren, und sich dessen, was Sie davon ehemahls gelernet, erinnern können, Zum bequemen Gebrauch Seiner Auditorum entworffen. Cörner, Leipzig 1717. (Digitalisat)
- Pommerischer Ehren-Preis, Oder Einfältiger und deutlicher Historischer-Beweis, Daß die Pommerische Landschafft nicht unfähig sey, zur Gelehrsamkeit geschickte Ingenia hervor zubringen. Effenbarth, Alten-Stettin 1718. (Digitalisat)
- Verbessert- und vermehrter Historischer Gedenck-Zettul, Daraus nicht nur Anfänger I. Die Folge aller Monarchen, und Christl. gekrönten Häupter in Europa. II. Die Göttliche Regierung der Kirchen Neuen Testaments, oder die Geschichte von dererselben veränderten Zustande, von Conciliis, Colloquiis, Röm. Päbsten, Ketzern und Ketzerey [et]c. in wenigen Stunden fassen, Sondern auch andere, das was sie vormahls von beyden Theilen gelernet, als in einer Tabelle repetiren können, Zum beqvemen Gebrauch seiner Auditorum. Voß, Leipzig/Lübben 1718. (Digitalisat)
- Die Wohl-angewandte Zeit, Oder Zufällige Gedancken, Von dem rechten Gebrauche dieser Zeit, in kurtzen Sätzen gezeiget, Und durch das Exempel Des [...] Herrn Dionysii von Kleist, Auf Vietzo, Wutzo, Muttrin [...] Zum Theil illustrirt [...]. Effenbarth, Alten-Stettin 1719. (Digitalisat)
- Die Liebe zu Gott.
- Eylfertige Gedancken, Von denen Mängeln Der Pommerschen Historie Und Wie vielleicht am füglichsten denenselben könte abgeholffen werden. 1720. (Digitalisat)
- Historie des Bibel-Fleisses Derer alten Christen, zur Zeit da sie noch unter denen Heydnischen Käysern lebten. Frankfurt und Leipzig 1726. (Digitalisat)
- Beytrag zur Pommerischen Historie, mehrenteils aus geschriebenen Urkunden und Jahrbüchern zusammengetragen Leipzig 1732 (Digitalisat in der Digitalen Bibliothek Mecklenburg-Vorpommern)
- Kurtz-gefaßte Erklärung der Prohezeyungen Jesaiae. Teubner, Leipzig 1732.